# Уараб
Уараб (на английски: Warrap; на арабски: واراب‎) е една от 10-те провинции на Южен Судан. Разположена е в северната част на страната. Граничи на северозапад със Северен Бахър ал Газал, на североизток с провинция Единство на югоизток с Езерната провинция, а на югозапад със Западен Бахър ал Газал и Западна Екватория. Заема площ от 31 027 км² и има население от 972 928 души (по данни от 2008 година). Главен град на провинцията е град Куаджок.